# 本我、自我与超我
在心理動力論中，本我、自我与超我是由精神分析學家佛洛伊德之結構理論所提出精神的三大部分。1923年，佛洛伊德提出相關概念，以解釋意識和潛意識的形成和相互關係。「本我」（完全潛意識，不受主观意识的控制）代表慾望，受意識遏抑；「自我」（大部分有意識）負責處理現實世界的事情；「超我」（部分有意識）是良知或內在的道德判斷。

通常用冰山比喻來形容佛洛伊德講的精神之間的關係

## 術語翻譯
術語「本我」（id）、「自我」（ego）和「超我」（super-ego）並非弗洛伊德本人所創，而是其翻譯家詹姆斯·斯特拉奇（James Strachey）的拉丁化翻譯。弗洛伊德本人所寫的「das Es」、 「das Ich」、和「das Über-Ich」——分別直譯為「它」、「我」和「超越-我」。因此，對德國讀者來說，弗洛伊德原始的術語在某種程度上是淺顯易懂的。

## 精神結構

### 本我
本我是在无意识形态下的思想，代表思绪的原始程序。它的能量是來自「最大的儲水池」（the great reservoir）。只有本我是與生俱來的人格。它是人最为原始的、属满足本能冲动的欲望，如饥饿、生气、性欲（英語：libido）等；此字为弗洛伊德根据乔治·果代克（Georg Groddeck）的作品所建。
本我为与生俱來的，亦为人格结构的基础，日后自我及超我即是以本我为基础而发展。本我只遵循一个原则——快樂原則（pleasure principle）而不關心社會的規則，意为追求个体的生物性需求，如食物的饱足与性欲的满足，以及避免痛苦或不愉快。它不能忍受任何挫折，就像一個被溺愛的小孩子，想要什么就要什么。弗洛伊德认为，享乐原则的影响最大化是在人的婴幼儿时期，也是本我思想表现最突出的时候。本我沒有對錯判斷力，也有想自我破壞的慾望。
意涵：僅注意人類生物需要的滿足，透過社會化的過程，把人類的「本我」加以限制馴服。

### 自我
心理學上的自我（拉丁語： 德語：）這個概念是許多心理學學派所建構的關鍵概念，雖然各派的用法不儘相同，但大致上共通是指個人有意識的部分。
自我是人格的心理组成部分。自我用現實原則（reality principle）暫時中止了快樂原則。由此，個體學會區分心靈中的思想與圍繞著個體的外在世界的思想。自我在自身和其環境中進行調節，如延遲享樂。佛洛伊德認為自我是人格的執行者。
另一易混淆的概念是自性（self），則包括無意識。心理學上關於自我的研究的方法上十分複雜，並常牽涉到哲學中的形上學。
意涵：個人的生物欲望和社會規範之間相互協調折衷，所表現出來的「自我」。

### 超我
超我是人格結構中的管制者，由道德原則支配，想要完美，屬於人格結構中的道德部份。在佛洛伊德的學說中，超我是父親形象與文化規範的符號同化，由於對客體的衝突，超我傾向於站在「本我」的原始渴望的反對立場，而對「自我」帶有侵略性。超我以道德心的形式運作，維持個體的道德感、迴避禁忌，而令自我左右為難。超我的形成發生在戀母情結的崩解時期，是一種對父親形象的內化認同，由於小男孩無法成功地維持母親成為其愛戀的客體，對父親可能對其的閹割報復或懲罰產生阉割情结（castration anxiety），進而轉為認同父親。
意涵：因應社會文化的行為規範和道德期待，形成「超我」的動力。

## 本我、自我、超我的關係
本我、自我、超我構成了人的完整的人格。人的一切心理活動都可以從它們之間的聯繫中得到合理的解釋，自我是永久存在的，而超我和本我又幾乎是永久對立的，為了協調本我和超我之間的矛盾，自我需要進行調節。若個人承受的來自本我、超我和外界壓力過大而產生焦慮時，自我就會幫助啟動防御機制，並稱為心理防衛機制或自我防衛機制。防御機制有：壓抑、否認、退行、抵消、投射、昇華等等。生理學研究指出，本我對應了人腦中央部位，自我對應了前額葉皮質， 超我對應了眶額葉皮層。

## 引用來源
1. ↑  Freud, Sigmund. The Standard Edition of the Complete Psychological Works of Sigmund Freud. Vol. XIX. Translated from the German under the General Editorship of James Strachey. In collaboration with Anna Freud. Assisted by Alix Strachey and Alan Tyson, Vintage, 1999. [Reprint.] ISBN 0-09-929622-5
2. 1 2  Laplanche, Jean; Pontalis, Jean-Bertrand. . . Abingdon-on-Thames: Routledge. 2018. ISBN 978-0-429-92124-7.
3. 1 2  Laplanche, Jean; Pontalis, Jean-Bertrand (2018) [1973]. "Ego （页面存档备份，存于）".
4. 1 2  Laplanche, Jean; Pontalis, Jean-Bertrand (2018) [1973]. "Super-Ego （页面存档备份，存于）".
5. ↑  . . February 22, 2016  [February 27, 2017]. （原始内容存档于2017-10-29）.
6. ↑  Cherry, Kendra. . VeryWellMind.com. November 6, 2018  [November 11, 2018]. （原始内容存档于2016-03-23）.
7. ↑  Carlson, N. R. (19992000). Personality. Psychology: the science of behavior (Canandian ed., p. 453). Scarborough, Ont.: Allyn and Bacon Canada.
8. ↑  Schacter, Daniel. . New York City: Worth Publishers. 2009: 481. ISBN 978-1-4292-3719-2.
9. ↑  Rycroft, Charles. . Basic Books. 1968.
10. ↑  Cervone, Daniel.  Twelfth edition. Hoboken, NJ. ISBN 9781118360057. OCLC 794361798.
11. ↑  Sigmund Freud, "The Ego and the Id", On Metapsychology (Penguin Freud Library 11) p. 369.
12. ↑  Sigmund Freud (1933). p. 138.
13. ↑  . . February 22, 2016  [February 27, 2017]. （原始内容存档于2021-03-20）.
14. ↑  Noam, Gil G; Hauser, Stuart T.; Santostefano, Sebastiano; Garrison, William; Jacobson, Alan M.; Powers, Sally I.; Mead, Merrill. . Child Development (Blackwell Publishing on behalf of the Society for Research in Child Development). February 1984, 55 (1): 189–194. doi:10.1111/j.1467-8624.1984.tb00283.x.
15. ↑  Schacter, Gilbert, Wegner, Daniel (2011). Psychology (1. publ., 3. print. ed.). Cambridge: WorthPublishers. ISBN 978-1-429-24107-6.
16. ↑  . . February 22, 2016  [February 27, 2017]. （原始内容存档于2018-01-18）.
17. 1 2 3  Meyers, David G. . . Worth Publishers. 2007. ISBN 978-0-7167-7927-8.
18. ↑  Snowden, Ruth. . McGraw-Hill. 2006: 105–107. ISBN 978-0-07-147274-6.
19. ↑  Sédat, Jacques. . Collection Synthèse (Armand Colin). 2000, 109. ISBN 978-2-200-21997-0.
20. ↑  Big Think, ,   [2019-01-22]